# サーシャ・モドロ
サーシャ・モドロ（Sacha Modolo、1987年6月19日 - ）は、イタリア、コネリアーノ出身の自転車競技（ロードレース）選手。

## 経歴
2010年、コルナゴ・CSFイノックスにてプロ転向。
2011年、ツアー・オブ・チンハイレイクにて初勝利。シーズン10勝を挙げる。
2013年、ツアー・オブ・チンハイレイクでは13ステージ中6勝を挙げ、ポイント賞を獲得した。
2014年、ランプレ・メリダに移籍。ツール・ド・スイス第5ステージにて、UCIワールドツアー初勝利を挙げたが、続くツール・ド・フランスでは落車リタイア。その後調子を落としていたが、シーズン最後のツアー・オブ・北京にて勝利し、今シーズンではイタリア人最多の8勝目を獲得した。
2015年、ジロ・デ・イタリア第13ステージにて初のグランツール優勝を挙げ、第17ステージでも勝利した。
2018年、EFエデュケーションファースト・ドラパックに移籍。
2020年、アルペシン＝フェニックスに移籍。

## 主な戦績

### 2009年
- ジロ・デル・ベルヴェデーレ　優勝
- グラン・プレミオ・デッラ・リベラツィオーネ　優勝

### 2011年
- ツアー・オブ・チンハイレイク　区間優勝（第5,9ステージ）
- ブリクシア・ツアー　区間優勝（第6ステージ）
- ポスト・デンマーク・ルント　区間優勝（第1,4ステージ）
- コッパ・アゴストーニ　優勝
- セッティマーナ・チクリスティカ・ロンバルディア　区間優勝（第2,3ステージ）
- ジロ・ディ・パダニア　区間優勝（第1,3ステージ）

### 2012年
- シルキュイ・ド・ラ・サルト　ポイント賞
- ツアー・オブ・ターキー　区間優勝（第6ステージ）
- ツアー・オブ・オーストリア　区間優勝（第3,6ステージ）
- コッパ・ベルノッキ　優勝
- ジロ・ディ・パダニア　区間優勝（第1,2ステージ）

### 2013年
- ツール・ド・サンルイス　区間優勝（第2ステージ）
- ツアー・オブ・チンハイレイク　ポイント賞（第1,4,8,9,11,12ステージ優勝）
- コッパ・ベルノッキ　優勝
- メモリアル・マルコ・パンターニ　優勝

### 2014年
- ツール・ド・サンルイス　区間優勝（第7ステージ）
- チャレンジ・ブエルタ・ア・マリョルカ　優勝（第1,2日目）
- ヴォルタ・アン・アルガルヴェ　区間優勝（第1ステージ）
- デ・パンネ3日間　ポイント賞（第2,3aステージ優勝）
- ツール・ド・スイス　区間優勝（第5ステージ）
- ツアー・オブ・北京　区間優勝（第5ステージ）

### 2015年
- ツアー・オブ・ターキー　区間優勝（第5ステージ）
- ジロ・デ・イタリア　区間優勝（第13,17ステージ）
- ツアー・オブ・ハイナン　総合優勝、ポイント賞（第3,4ステージ優勝）

### 2016年
- ツアー・オブ・ターキー　区間優勝（第4,7ステージ）
- チェコ・サイクリングツアー　区間優勝（第2ステージ）

### 2017年
- ツアー・オブ・クロアチア　区間優勝（第1,6ステージ）
- ツール・ド・ポローニュ　区間優勝（第2ステージ）

### 2018年
- ブエルタ・ア・アンダルシア　区間優勝（第3ステージ）

### 2021年
- ツール・ド・ルクセンブルク 区間優勝（第3ステージ）